# Mark Warby
Pour les articles homonymes, voir Warby.
Mark David John Warby (né le 10 octobre 1958), est homme de loi et juriste britannique.
Il est juge de la Haute Cour de justice (Queen's Bench Division) depuis le 11 juin 2014.